# قدم الفيل (تشيرنوبل)
قدم الفيل (بالإنجليزية: Elephant Foot)‏ هو لقبٌ يُطلق على كتلةٍ كبيرة من الكوريوم، والتي تشكلت خلال كارثة تشيرنوبل في أبريل عام 1986، وهي موجودةٌ حاليًا في ممر توزيع البخار أسفل بقايا المفاعل. اكتُشفت هذه الكتلة في ديسمبر 1986، ولا تزال مشعةً جدًا، ولكن خطرها انخفض مع مرور الوقت؛ وذلك بسبب اضمحلال مكوناته المشعة. الكتلة صلبة جدًا عن الحفر، وهي كثيفةٌ للغاية، ولكن يمكن تدميرها بالبندقية.

صورة قدم الفيل التي التقطها آرثر كورنييف عام 1996

## التاريخ
قدم الفيل هي كتلةٌ كبيرة من الكرويوم الأسود مع طبقاتٍ عديدة، حيثُ تشبه لحاء الأشجار والزجاج من الخارج. تشكلت خلال كارثة تشيرنوبل في أبريل 1986، واكتشفت في ديسمبر 1986. سُميت لشكلها المُجعد المُشابه لقدم الفيل. تقع أسفل المفاعل رقم 4 في محطة تشيرنوبل للطاقة النووية، تحت الغرفة رقم 217 في المفاعل.

## التكوين
تتكون كتلة قدم الفيل أساسيًا من ثاني أكسيد السيليكون، مع كمياتٍ قليلة من اليورانيوم والتيتانيوم والزركونيوم والمغنيسيوم والجرافيت. الكتلة مُتجانسة إلى حدٍ كبير، وذلك على الرغم من أنَّ سيليكات الزجاج مُزالة البلمرة تحتوي أحيانًا على حبوبٍ بلورية من الزركون. لا تتمدد حبوب الزركون، مما يشير إلى معدل بلورةٍ مُعتدل.
تطورت الغصون البلورية من ثاني أكسيد اليورانيوم بشكلٍ سريعٍ في درجات حرارة عالية داخل الحمم، إلا أنَّ الزركون بدأ بالتبلور أثناء تبريد الحمم البطيء. على الرغم من أن توزيع الجزيئات الحاملة لليورانيوم غيرُ منتظمٍ، إلا أنَّ النشاط الإشعاعي للكتلة موزعٌ بالتساوي. الكتلة كثيفة للغاية وصلبةٌ جدًا على المثقاب المثبت على عربة يتم التحكم فيها عن بُعد، ولكن يمكن إتلافها عبر البندقية. في يونيو 1998، بدأت الطبقات الخارجية للكتلة بالتحول إلى غبارٍ وبدأت الكتلة بالاضمحلال.

## الخطورة
اكتُشفت الكتلة بعد حوالي 8 أشهرٍ من تشكلها، وعند اكتشافها كان النشاط الإشعاعي بالقرب منها حوالي 8000 رونتغن، أو 80 جراي في الساعة، والذي يُعتبر جرعةً وسطى مميتة من الإشعاع (4.5 جراي) في غضون خمسة دقائق. منذ ذلك الوقت، انخفضت كثافة الإشعاع بشكلٍ كافٍ، وفي عام 1996، قام نائب مدير مشروع الحجز الجديد أرتور كورناييف، بزيارة كتلة قدم الفيل، حيثُ التقط صورًا باستخدام كاميرا آلية ومصباحٍ يدوي لإنارة الغرفة المظلمة.
كانت كتلة قدم الفيل قد تدفقت عبر أنابيبٍ وشقوقٍ بطول 2 متر على الأقل للوصول إلى موقعها الحالي، كما كانت هناك مخاوفٌ من أن يستمر الكوريوم في التدفق إلى أعماق الأرض والتلامس مع المياه الجوفية، مما يؤيد لتلوث ماء الشرب في المنطقة ثم انتشار الأمراض والوفيات؛ ولكن منذ عام 2016، لم تتحرك الكتلة بشكل كبير، كما تُشير التقديرات إلى أنها أكثر دفئًا بقليلٍ من بيئتها؛ بسبب الحرارة الناتجة عن الاضمحلال النووي المُستمر.